# Противостояние (мини-сериал, 2020)
«Противостоя́ние» (англ. The Stand) — американский девятисерийный мини-сериал, снятый по мотивам одноимённого романа Стивена Кинга. Главные роли в нём сыграли Джеймс Марсден, Одесса Янг, Оуэн Тиг, Александр Скарсгард. Премьера состоялась 17 декабря 2020 года.

## Сюжет
Из секретной лаборатории правительства США на волю выбралась новая форма гриппа, и пандемия уничтожила 99 % всего человечества. Появился некий «чёрный человек», называющий себя Рэндаллом Флэггом, которого считают посланником дьявола. Он начинает собирать вокруг себя остатки человечества и размещается в Лас-Вегасе. Но есть и другие люди — те, кто следует за Матушкой Абагейл, женщиной ста восьми лет, которая призывает их к себе во снах, исполняя волю Бога. Собравшись в одном из американских провинциальных городков, эти люди организовывают «Свободную зону» и готовятся избавить мир от Флегга.

## В ролях
Главные роли
- Джеймс Марсден — Стю Редман
- Одесса Янг — Фрэнни Голдсмит
- Оуэн Тиг — Гарольд Лаудер
- Александр Скарсгард — Рэндалл Флэгг
- Вупи Голдберг — матушка Абагейл Фримантл
- Эмбер Хёрд — Надин Кросс
- Джован Адепо — Ларри Андервуд
- Генри Зага — Ник Андрос
- Нэт Вулфф — Ллойд Хенрид
- Ирен Бедард — Рэй Брентнер
- Брэд Уильям Хэнке — Том Каллен
- Грег Киннир — Глен Бейтман

Второстепенные роли
- Дэниел Санжата — Кобб
- Эзра Миллер — Мусорный Бак
- Гордон Кормье — Джо
- Эйон Бэйли — Тедди Уайзак
- Кэтрин Макнамара — Джули Лоури
- Хэмиш Линклейтер — доктор Эллис
- Хизер Грэм — Рита Блейкмур
- Натали Мартинес — Дэйна Юргенс
- Фиона Дуриф — Женщина-крыса
- Клифтон Коллинз-младший — Бобби Терри
- Брайан Крэнстон — президент США (озвучивание, в титрах не указан)

## Эпизоды
| № | Название                                                          | Режиссёр                           | Автор сценария                                          | Дата премьеры   |
| --- | ----------------------------------------------------------------- | ---------------------------------- | ------------------------------------------------------- | --------------- |
| 1 | «Конец» «The End»                                                 | Джош Бун                           | Джош Бун и Бен Кэвелл                                   | 17 декабря 2020 |
| Специальные бригады обходят здания, чтобы вытащить и захоронить многочисленные мертвые тела. За пять месяцев до этого юноша Гарольд Лаудер находит свою знакомую Франсин Голдсмит и уговаривает её покинуть опустевший город, после того как таинственная эпидемия не поддающейся лечению пневмонии сгубила всех горожан. В это время на секретной военной базе врачи и ученые пытаются понять, почему пневмония не поразила мужчину по имени Стью Редман, который обнаружил и имел близкий контакт с первым заболевшим - военнослужащим, протаранившим автомобилем заправочную станцию, где Редман работал. Во сне Франсин видит себя идущей по кукурузному полю, где встречает старую чернокожую женщину, которая приглашает её к себе. |                                                                   |                                    |                                                         |                 |
| 2 | «Карманный спаситель» «Pocket Savior»                             | Такер Гейтс                        | Джош Бун и Бенжамин Кэвелл                              | 24 декабря 2020 |
| Музыкант Ларри Андервуд с группой выживших прибывает в общину матушки Эбигейл, где знакомится со Стью Редманом. Он так же хочет познакомиться с Гарольдом, по оставленным на дорогах знакам которого он нашел это место. С ним сюда прибыли женщина по имени Надин Кросс и подобранный ею молчаливый мальчик Джо. Когда разразилась эпидемия у Ларри сорвался концерт, а спустя день он оказался едва ли не последним живым человеком в Нью Йорке. Во сне его преследует незнакомец, который пугает его. Путешествуя по вымершему городу, Ларри встречает живую женщину по имени Рита, с которой решает уйти из Нью Йорка. В то же время в тюрьме одного из штатов из всех заключенных в живых остается грабитель Ллойд. Он заперт в своей камере и теперь умирает от голода. В покинутую тюрьму приходит незнакомец и представившись Рендаллом Флеггом выпускает Ллойда на свободу в обмен на его покорность.                          |                                                                   |                                    |                                                         |                 |
| 3 | «Пустая страница» «Blank Pages»                                   | Даниэль Круди и Бриджит Савадж Кол | Джилл Киллингтон и Оуэн Кинг                            | 31 декабря 2020 |
| Рендалл Флегг вступил в контакт с Надин Кросс, когда та ещё была девочкой и играла с подругами на колдовской доске. Стью и Ларри находят на дороге тяжело раненного, едва живого человека, который сообщил, что прибыл с сообщением для матушки Эбигейл. Несколькими месяцами ранее Стью встретил Гарольда и Франсин, но тогда те отказались с ним идти, позже он встретил художника Глена Бейтмана, который нарисовал портрет Эбигейл и беременной Франсин, после чего оба мужчины продолжили путь вместе. Ник Андрос, глухонемой юноша, был избит в баре хулиганами. Бессознательного его искушает Флегг, но Ник не поддался. Очнувшись, он видит, что все в больнице, кроме него мертвы. Позже ему снится матушка Эбигейл и зовет к себе. Проснувшись, Ник видит рядом с собой доброго, но умственно отсталого великана Тома Каллена. Рендалл Флегг снова вступает в контакт с Надин и требует от неё убить Эбигейл и её помощников. |                                                                   |                                    |                                                         |                 |
| 4 | «Дом мёртвых» «The House of the Dead»                             | Даниэль Круди и Бриджит Савадж Кол | Джилл Киллингтон, Оуэн Кинг, Бен Кэвелл и Эрик Дикинсон | 7 января 2021   |
| 5 | «Страх и ненависть в Нью-Вегасе» «Fear and Loathing in New Vegas» | Крис Фишер                         | Джилл Киллингтон и Кнейт Ли                             | 14 января 2021  |
| 6 | «Бдение» «The Vigil»                                              | Крис Фишер                         | Джилл Киллингтон и Кнейт Ли                             | 21 января 2021  |
| 7 | «Прогулка» «The Walk»                                             | Винченцо Натали                    | Оуэн Кинг                                               | 28 января 2021  |
| 8 | «Противостояние» «The Stand»                                      | Винченцо Натали                    | Бенжамин Кэвелл и Тейлор Элмор                          | 4 февраля 2021  |
| 9 | «Круг замыкается» «The circle closes»                             | Джош Бун                           | Стивен Кинг                                             | 11 февраля 2021 |

## Создание и оценки
Работа над «Противостоянием» началась в 2019 году. Съёмки проходили в Ванкувере с сентября 2019 года по март 2020. Премьерный показ начался 17 декабря 2020 года на телеканале CBS All Access. В марте 2021 года Amazon Prime Video начал показывать сериал в ряде стран.
16 июля 2021 года Paramount Home Media Distribution объявило о выходе сериала на Blu-ray 5 октября.
Агрегатор-рецензий Rotten Tomatoes на основе 57 рецензий поставил сериалу рейтинг 56 %, Metacritic на основе 24 обзоров — 56 баллов из 100. Рецензенты констатировали, что сериал, рассказывающий об эпидемии, вышел на экраны в разгар пандемии ковида. При этом обозреватель «Афиши» счёл «Противостояние» устаревшим на фоне текущих событий и увидел в ней ту же проблему, что и в экранизации 1994 года, — неравномерную разработанность разных сюжетных линий. По мнению рецензента Film.ru, очередное прочтение романа Кинга «хромает и стилистически, и, увы, в идеологической трактовке событий, но держится на плаву за счет актерских работ и обновленного финала».